# 仁木友梅
仁木 友梅（にっき ゆうばい、生没年不詳は、安土桃山時代の武将、医師。地誌類によると通称は左京大夫、諱は義視とされる。号については友梅軒、有梅軒、祐梅軒、梅軒とも。伊賀国守護・仁木長政は兄とみられる。

## 略歴
伊賀守護・仁木長政の動向が分からなくなる頃より、友梅は史料に現れる。
天正4年（1576年）3月7日、津田宗及の朝会に「伊賀之にんき殿之弟梅有軒」が参加しており（『津田宗及自会記』）、「伊賀之にんき殿」は仁木長政、その弟の「梅有軒」は友梅と考えられる。
天正9年（1581年）の伊賀平定後、織田信雄に取り立てられ、平楽寺を与えられた（『武家事紀』）。翌天正10年（1582年）に本能寺の変が起きると伊賀で一揆の蜂起が起こり、友梅は信雄にそれを知らせて援軍を要請した。
伊賀の隣国・大和にある興福寺多聞院の『多聞院日記』では、天正11年（1583年）10月17日条に「祐梅軒」として現れて以降、友梅の名が頻繁に見える。『日記』からは友梅が医者として活動していることが分かり、天正14年（1586年）の1月から2月にかけて、織田信包の娘の診療のために伊勢へと赴き、病を完治させて戻ってきている。
『多聞院日記』によると、友梅の養子として「仁木殿」の娘がいたが、天正13年（1585年）2月、日野の蒲生氏に預けていたところを、美人であったためか筒井定次に側室として取られたという。また、友梅には天正12年（1584年）時点で13歳の二位という息子がいた。天正16年（1588年）、友梅は伊勢に暮らしており、同年5月6日に「有梅軒」は伊勢から来て、5月20日に二位とともに伊勢へと帰った（『多聞院日記』）。これ以後の友梅の消息は不明となる。